# Jože Lavrič
Jože Lavrič, slovenski pravnik, agrarni ekonomist in statistik, * 18. marec 1903, Moravče, † 9. januar 1973, Ljubljana.
Lavrič je študiral v Ljubljani, Dunaju in Zürichu, kjer je leta 1928 na Ekonomski fakulteti tudi doktoriral in 1933 diplomiral še na PF v Ljubljani. Služboval je v Ljubljani, Novem mestu in Beogradu. Leta 1937 je postal glavni tajnik Kmetijske zbornice za Dravsko banovino. Po koncu vojne je  najprej delal v Zveznem zavodu za statistiko nato od leta 1947 do 1952 na Zavodu za ekonomiko kmetijstva pri Kmetijskem inštitutu Slovenije in nazadnje do upokojitve na Zavodu SR Slovenije za statistiko (SURS).
Lavrič je bil na Slovenskem med prvimi na področju kmetijske statistike in ekonomike. Uvedel statističnoekonomske analize kot metode pri proučevanju razvojnih vprašanj kmetijstva. Sestavil je prvo krmno bilanco za Slovenijo. V slovenski jezik je prevedel dve temeljni ekonomski deli: Načela politične ekonomije Davida Ricarda in Ekonomiko Paula Samuelsona.